# Betalingspåkrav
Et betalingspåkrav er et dokument, som kreditor kan indlevere til fogedretten, når vedkommende ønsker at starte en forenklet inkassoproces mod en debitor.
Den forenklede inkassoproces blev indført 1. januar 2005 og er en retslig procedure, som både private og erhvervsdrivende kan benytte til at inddrive fordringer gennem fogedretten. Et væsentligt motiv bag at indføre ordningen var at lempe advokaters mødemonopol i retten, og ordningen er derfor specifikt indrettet sådan, at der ikke er krav om, at kreditor er repræsenteret ved advokat. Hvis kreditor alligevel vælger at lade sig repræsentere, kan denne få dækket takstmæssige inkassoomkostninger.
Udover at give ikke-advokater mulighed for at indbringe krav for retten har den forenklede inkassoproces også den fordel, at der kun skal rettes én henvendelse til retten, nemlig ved indleveringen af betalingspåkravet til fogedretten. Tidligere skulle kreditor først i civilretten for at få en dom over skyldner, hvorefter kreditor måtte bede fogedretten om at tvangsfuldbyrde dommen.
Når fogedretten modtager et betalingspåkrav og det tilhørende fogedgebyr, sendes betalingspåkravet til forkyndelse for skyldner. Hvis skyldner ikke reagerer indenfor 14 dage efter forkyndelsen, påtegner fogedretten påkravet, hvorved det får samme bindende virkning som en dom. Derefter fortsætte sagen blot i fogedretten ved at skyldner indkaldes til et egentlig fogedretsmøde, hvor der kan foretages udlæg til sikkerhed for kravet og der kan indgås en betalingsaftale eller afdragsordning.
Hvis skyldner gør indsigelser mod betalingspåkravet indenfor de 14 dage, eller beder om genoptagelse senest 4 uger efter, at betalingspåkravet har fået påtegning, overføres sagen til civilretten og behandles derefter som en almindelig retssag, hvor betalingspåkravet blot betragtes som en stævning.
Betalingspåkrav omfattede oprindeligt krav på op til 50.000 kr. Ved en ændring af retsplejeloven blev beløbsgrænset fra 1. oktober 2011 imidlertid forhøjet til 100.000 kr. Beløbsgrænsen vedrører kun kravets hovedstol og dermed ikke eventuelle renter, rykkergebyrer eller inkassoomkostninger.
Den forenklede inkassoproces kan kun benyttes på krav, hvor skyldneren ikke forventes at have indsigelser mod kravet. Østre Landsret har i en kendelse af 10. august 2011 bekræftet, at et betalingspåkrav skal afvises af fogedretten, hvis fogeden bliver bekendt med, at der er fremsat indsigelser mod kravet, inden at der indleveres betalingspåkrav til retten.

## Ekstern henvisning
- Domstolsstyrelsens side om betalingspåkrav

## Reference
1. ↑  side 31 i Peter Andreasen (1997): Ejerlejligheder – i praksis. Nyt Juridisk Forlag. ISBN 87-982576-6-8 (tilgængelig på jura.ku.dk/jurabog)